# Гюлер, Фатма Гюль
Фатма Гюль Гюлер (тур. Fatma Gül Güler; род. 12 февраля 2004, Кахраманмараш) — турецкая паралимпийская игрок в голбол с нарушением зрения. Она была членом национальной команды, принимавшей участие в летних Паралимпийских играх 2020 года.
Она учится в старшей школе в Кахраманмараше.

## Награды
- Летние Паралимпийские игры 2024 года в Париже, Франция
- Летние Паралимпийские игры 2020 года в Токио, Япония
- Чемпионат Европы по голболу IBSA 2021 года в Самсуне, Турция